# Thomas Ray
Thomas Ray (* 6. März 1862 in Ulverston, Lancashire, heute District South Lakeland, Cumbria; † unbekannt) war ein britischer Leichtathlet, der in den 1880er Jahren im Stabhochsprung erfolgreich war. Er gewann sieben AAA-Meisterschaften und sprang acht Weltrekorde, die jedoch nur inoffiziellen Charakter trugen. 

## Leben
Bei seinem ersten Weltrekord im Jahr 1879 war er erst 17 Jahre alt. Er trat insbesondere bei den Grasmere Sports in Erscheinung.
Im Jahr 1882 siegte er im Stabhochsprung mit einer Leistung von 10’ 3’’ und wurde Vierter im Hochsprung.
Im Jahr 1887 übersprang er als erster Mensch der Geschichte die Dreieinhalb-Meter-Grenze (= 11’ 6’’) und besiegte außerdem im Hochsprung den amerikanischen Weltmeister W. Byrd Page mit 6’1’’.
Am folgenden Tag reiste er in die USA, um dort an einem Champions’ Contest teilzunehmen. Als Siegeshöhe werden für ihn 11-75 verzeichnet.
Die von Ray angewandte Hochsprung-Technik wurde später von dem Amerikaner George Horine verfeinert und als Westernroller populär. Beim Stabhochsprung war es in Großbritannien anders als in den USA erlaubt, an dem Stab zu klettern, sobald er sich in senkrechter Position befand, was zusätzlichen Höhengewinn ermöglichte. Von Beruf war Thomas Ray Bäcker.

## Leistungen

### Weltrekorde
- 3,42 m am 19. September 1879 in Ulverston
- 3,43 m am 16. Juli 1881 in Birmingham
- 3,45 m am 12. August 1882 in Bradford und am 16. Juni 1883 in Nottingham
- 3,46 m am 18. August in Preston
- 3,48 m am 20. August 1885 in Grasmere und am 13. August 1886 in Whitehaven
- 3,50 m am 18. August 1887 in Grasmere
- 3,52 m am 19. August 1887 in Whitehaven (dieser Rekord wurde im Juni 1888 von Ernest Stones um 1 cm verbessert)
- 3,55 m am 22. September 1888 in Barrow (dieser Rekord wurde ein knappes Jahr später erneut von Ernest Stones verbessert, der 3,57 m sprang)

### AAA-Titel
- 1881 mit 3,43 m
- 1882 mit 3,20 m
- 1884 mit 3,15 m
- 1885 mit 3,05 m
- 1886 mit 3,34 m
- 1887 mit 3,38 m
- 1888 mit 3,36 m (zusammen mit Stones)